# Ptilophorus
Ptilophorus – rodzaj chrząszcza z rodziny wachlarzykowatych. Występuje w Europie i Azji.
Gatunki:
- Ptilophorus dufouri Latreille, 1817
- Ptilophorus fallax Yablokov-Khuzoryan, 1973
- Ptilophorus gerstaeckeri Macleay, 1872
- Ptilophorus rufomarginata (Pic, 1945)
- Ptilophorus striolata (Kraatz, 1875)